# Theillay
Theillay település Franciaországban, Loir-et-Cher megyében. Lakosainak száma 1252 fő (2022. január 1.). Theillay Méry-sur-Cher, Nançay, Thénioux, Vierzon, Châtres-sur-Cher, La Ferté-Imbault, Orçay és Salbris községekkel határos.

## Népesség
A település népessége az elmúlt években az alábbi módon változott:
| Lakosok száma | 1288 | 1245 | 1354 | 1267 | 1319 | 1308 | 1260 | 1246 | 1244 | 1252 |
|               | 1968 | 1982 | 1990 | 2006 | 2013 | 2015 | 2017 | 2019 | 2020 | 2022 |